# نادر اردلان
نادر اردلان (زاده ۱۸ اسفند ۱۳۱۷) معمار و شهرساز و محقق و نویسنده اهل ایران است که در زمینهٔ معماری ایران و معماری اقلیمی ایران کارهای بسیاری انجام داده‌است. وی به عنوان یکی از معماران سبک مدرن شناخته می‌شود.

## زندگی‌نامه
نادر اردلان در روز ۱۸ اسفند ۱۳۱۷  در شهر تهران و درون خانواده ای تحصیل کرده به دنیا آمد. خانواده اردلان به دلیل کار پدرش ، وقتی که او کودکی خردسال بود به امریکا مهاجرت کردند. این سفر نقطه شروعی برای تعاملات میان-فرهنگی او بود. اردلان دبیرستان خودش را در نیویورک به اتمام رساند و بورسیه تحصیلی به منظور تحصیل معماری در دانشگاه فنی کارنگی پیتزبورگ برنده شد، که سال 1961در آنجا موفق به دریافت درجه کارشناسی شد. یک سال بعد، او موفق به اخذ کارشناسی ارشد معماری از دانشگاه هاروارد شد. در آن دوره ، دانشجویان مدرسه عالی طراحی هاروارد  در ارتباط با اصول مدرنیسم آموزش می یافتند. اردلان بلافاصله پس از فارغ التحصیلی توسط SOM ، شرکت معماری در سانفرانسیسکو استخدام شد. او به مدت سه سال در آنجا فعالیت کرد و آنجا این فرصت را داشت که به صورت نزدیک با چارلز باست کار کند. در این دوره از زندگی حرفه ای اردلان ، او در کشوری بود که باعث شد او در موقعیت ونگارد مدرنیسم قرار داشته باشد و معماری را در شرکتی مجرب در اصول مدرنیسم تجربه کرد. در نهایت کشمکش بین شالوده های فلسفی آموزه های ابتدایی او و علاقه های شخصی او، تاثیر سازنده ی مهمی بر زندگی حرفه ای طولانی اردلان گذاشت.
نادر اردلان همراه با خانواده‌اش در سن ۷ سالگی به ایالات متحده آمریکا رفت و پس از تحصیل در آنجا در سال ۱۹۶۴ به ایران بازگشت.
وی تحصیلات خود را در دانشگاه هاروارد (۱۹۶۱ – ۱۹۶۳) و دانشگاه کارنگی ملون (۱۹۵۶ – ۱۹۶۱) به اتمام رساند.
نادر اردلان هم اكنون محقق دانشگاه هاروارد مي باشد و فعاليتهاي تحقيقاتي با حميد اقايي راد در دانشگاه نيو سات ولز دارد

## فعالیت حرفه‌ای
نادر اردلان در ترسیم پلان بعضی از یافته‌های رومن گیرشمن در معابد زرتشتیان به وی کمک کرد. او همچنین در طراحی موزهٔ هنرهای معاصر تهران به کامران دیبا کمک کرد.
در سال ۱۹۷۰ در دانشگاه تهران تدریس می‌کرد و در سال ۱۹۷۰ اولین کنگرهٔ بین‌المللی معماران در ایران با موضوع «نمایش امکان بالقوهٔ تقابل خلاق بین سنت و تکنولوژی» در اصفهان را با همکاری وزارت مسکن و شهرسازی ایران برگزار کرد که افراد شاخصی مانند لوئی کان، پال رودولف، و باک مینستر فولر در آن شرکت کردند.

## آثار
- همکار عالی‌رتبه دفتر مهندسی «عبدالعزیز فرمانفرماییان» ۱۳۴۱
- نویسنده کتاب «حس وحدت» (با همکاری لاله بختیار)
- سنت صوفی‌گری در معماری ایران، ۱۹۷۲ شیکاگو
- صاحب مقاله‌های زیادی دربارهٔ معماری ایرانی واسلامی
- همکاری در طرح استادیوم صد هزار نفری آزادی و مجموعه ورزشی آن
- مشارکت در طراحی دو برج سامان (واقع در بلوار کشاورز)
- طراحی ساختمان اداری گروه صنعتی بهشهر
- مرکز مطالعات مدیریت هاروارد (دانشگاه امام صادق کنونی واقع در پل مدیریت،منطقه سعادت آباد تهران)
- طراحی و اجرای دانشگاه بوعلی سینا همدان
- همکاری با «کامران دیبا» در طراحی موزه هنرهای معاصر[۷]
- طراحی کتابخانۀ کانون پرورش فکری کودکان و نوجوانان در پارک لالۀ تهران.[۸]
- کتاب تهران براساس تلفیق معماری سنتی ایران و مفاهیم فلسفی و با الهام از بنای سنتی «خانه بروجردی‌ها»
- اسکله تجاری «الشرق» کویت و...[۹]